# Станимашка малага
Станимашка малага (или Асеновградска малага) е червено десертно ликьорно вино, което се произвежда в района на гр. Асеновград от грозде от сорта Мавруд.

## История
За това вино са създадени песни и се разказвали приказки. Тези, които помнят старата малага разказват, че била по-плътна и по-черна и от най-гъстото маврудово вино, ухаела на презряващо грозде и имала сладко-тръпчив вкус.
Смята се, че създателят на асеновградската малага е гръкът Аристидис Чорбаджака.
Аристидис Георгиев Чорбаджаков – Чорбаджака е роден на 27 януари 1886 г. и е известен като един от най-добрите майстори-винари на своето време. След колективизацията, през 1957 г., той е поканен на работа като помощник-специалист винар във „Винзавод“, Асеновград, където дотогава се правят неуспешни опити да бъде произведена малага. Чорбаджака приема с единственото условие никой да не му се меси от началото на кампанията по гроздобера до получаването на крайния продукт. Два месеца преди началото на гроздобера той се разболява тежко и почива на 27 юни 1958 г. след неуспешна операция, като не успява да предаде знанията си (впоследствие е обвиняван, че умишлено ги е криел). Въпреки всичко, на базата на разговорите с него е създадена технологична карта на „Станимашката малага“ и виното започва да се произвежда, макар че запознатите твърдят, че твърде малко се доближава до оригинала. Голямо количество от произведената малага е изнесена в тогавашната Западна Германия, където живеещият в Щутгарт българин, търговец на вино Михаил Ангелов, се заема с дистрибутирането ѝ на европейските пазари. Поради проблеми с международното законодателство и запазената от Испания търговска марка „Малага“ името на етикетите на българското вино се променя на „Klostergefluster“ – „Манастирско шушукане“.
Що се отнася до старата „Станимашка малага“ и твърденията за укриването на тайната на производството ѝ, то Чорбаджака твърди, че няма никакви тайни и нищо не крие:
"...Имах 120 дка собствени маврудови лозя долу в равнината на тлъсти места. Купувах и на корен около 200 дка такива лозя, които избирах по „Богородица (28 август стар стил) Платя ли капаро за лозето, не давах на собственика да влезе вътре. Понякога изпращах моите ратаи да колтучат (обрязване коричката на лозовата пръчка, за да се пресече притокът на вода от почвата към гроздето при дъждовна есен). Но това рядко ставаше, защото купувах силни лозя, които връзваха добра захар. Ще вържат, ама от всяка захар и през всяка година малага не става. Трябваше ми грозде със захарност над 28°. И гледаш, всичко върви добре и чакаш висока захар, но ливнат дъждове баш пред гроздобера, изпуснал съм времето за колтучене, гроздето се отвърне и захарността му спаднала. Това се случваше понякога. ... Виж, когато есента беше суха, успявах. Почвах гроздобер по Димитровден (8 ноември по стар стил). Хората вече пият ново вино, а бай ти Аристид тръгва да прибира гроздето. По Димитровден понякога и сняг прехвръква, но той не плаши нито мавруда, нито мен... Сега ме поканиха на работа във „Винпром“, за да правя малага. Но не мога да направя истинска малага и ме упрекват, че не искам да изкажа мурафета си и ще отнеса тайната в гроба. А защо не мога да направя малага, която и мен да радва с качеството си? Причината е в гроздето. Лозарите в кооперативите при резитбата на лозята оставят много плодни пъпки. Много грозде – малко захар. Освен това започват гроздобера още в началото на септември. Не стига работната ръка и бързат с прибирането. Зряло-недозряло, берат. От такова грозде малага не става. Питаш ме за моята технология. Ще ти я кажа. Преди края на ферментацията източвах виното от линовете. Това е майсторлък, който никакви уреди не могат точно да заместят. Трябва да го чувстваш с душата си. Отделях част от виното и го изпарявах. Получавах мъст, гъста като петмез. Изстудена, сгъстената мъст връщах във виното. Тихата остатъчна ферментация спираше, виното се сгъстяваше. Добиваше се сладкият вкус и онзи аромат, който не може да се опише. Нямам никакви тайни..."
В началото наз 2010-те години винопроизводителите от Асеновградско преоткриват производството на малагата. „Винзавод Асеновград“ АД през последните години успешно налага на пазара марката „Станимашка малага“ – наследник на известната малага на Чорбаджака.